# Любе
«Любе» (рос. Любэ) — радянська і російська рок-група заснована 14 січня 1989 року композитором Ігорем Матвієнком, солістом якої є Микола Расторгуєв. Творчість колективу орієнтована на рок-музику з використанням елементів авторської і військової пісні. Група займається пропагандою війни. Неодноразово відвідували окуповані території Луганської та Донецької областей, де влаштовували концерти для проросійських терористичних угруповань. Також вони незаконно відвідували Кримський півострів.

## Війна в Україні
З початком повномасштабного російського вторгнення в Україну, Расторгуєв став рупором рашистської пропаганди та регулярно публікує заклики до війни з Україною і підтримує геноцид населення країни, а пісня "Комбат" стала одним із неофіційних гімнів окупаційних військ РФ. Особисті акаунти музикантів гурту у соцмережах поширюють фейкові новини та закликають до знищення українського народу. За пропагандистські та українофобські публікації Расторгуєву заблокували сторінку в Instagram.
У червні 2024 року профіль гурту на Spotify було видалено сервісом.